# Ентоні Кідіс
Ентоні Кідіс (англ. Anthony Kiedis, МФА: [ˈkiːdɪs], *1 листопада 1962) — американський вокаліст і актор, фронтмен рок-гурту Red Hot Chili Peppers з 1983 року.

## Біографія
Ентоні Кідіс народився в Гранд-Рапідс, Мічиган, США.
Його батько — Джон Кідіс (також відомий як Spider або Blackie Dammett), мати — Маргарет Пеггі.
У Ентоні є дві єдинокровних сестри, Джулі і Дженні і єдинокровний брат — Джеймс.
Його батьки розлучилися в 1968 році, коли йому було п'ять. Він жив з матір'ю в Гранд-Рапідс, поки йому не виповнилося одинадцять, потім він переїхав у Каліфорнію зі своїм батьком, який був актором в Лос-Анджелесі. Батько має великий вплив на хлопчика.
У 1977 році, у віці п'ятнадцяти років, він зіграв у фільмі «Кулак» з Сільвестром Сталлоне під псевдонімом Коула Деммета.
Одного разу в шкільній бійці Ентоні допоміг австралійському хлопчиськові Майклу Белзарі (відомому як Флі). Вони подружилися і незабаром їх стали називати «скаженою парочкою». Їх поведінка стала легендою в стінах школи Fairfax (Фейрфакс), де вони навчалися. Хілел Словак, Джек і Флі вже грали у своїй групі Anthym. У цей самий час Ентоні починає цікавитися музикою.
Ентоні продовжив вчитися в університеті UCLA (Колумбійському), але покинув, втративши інтерес у зв'язку зі зловживанням психоактивними речовинами. Незабаром він почав відкривати шоу Anthym читанням своїх творів, а потім четвірка вразила всіх своєю імпровізацією Out in L.A.. Весь свій час хлопці стали проводити разом, слухаючи, навчаючись і граючи музику. Ентоні під ім'ям Swan організовує свою групу Tony Flow and the Miraculously Majestic Masters of Mayhem.
У перший раз група звернула на себе увагу під час виступу в клубі Rhythm Lounge з піснею Out in L.A., де четвірка відразу знайшла своїх перших шанувальників. Після цього група перейменувалася в Red Hot Chili Peppers. Через кілька місяців після прем'єри група підписала контракт з EMI.

## Підтримка України
У Вересні 2022 року вийшов  з жовто блакитним прапором  на концерті в Маямі. У знак підтримки проти російської агресії.

## Фільмографія
- Jokes My Folks Never Told Me (1978)
- Кулак (1978)
- Менше нуля (1987)
- Славні хлопці (1990)
- На гребені хвилі (1991)
- Погоня (1994)
- Пісня за піснею (2017)